# The Latest
The Latest è il sedicesimo album in studio del gruppo musicale rock statunitense Cheap Trick, pubblicato nel 2009.

## Tracce
1. Sleep Forever – 1:37
2. When the Lights Are Out (Slade cover) – 3:26
3. Miss Tomorrow – 4:11
4. Sick Man of Europe – 2:08
5. These Days – 2:44
6. Miracle – 3:47
7. Everyday You Make Me Crazy – 1:17
8. California Girl – 2:47
9. Everybody Knows – 4:16
10. Alive – 3:36
11. Times of Our Lives – 3:59
12. Closer, The Ballad of Burt and Linda – 3:00
13. Smile – 4:12

## Formazione
- Robin Zander - voce, chitarra
- Rick Nielsen - chitarra
- Bun E. Carlos - batteria
- Tom Petersson - basso